# Marktplatz (Karlsruhe)

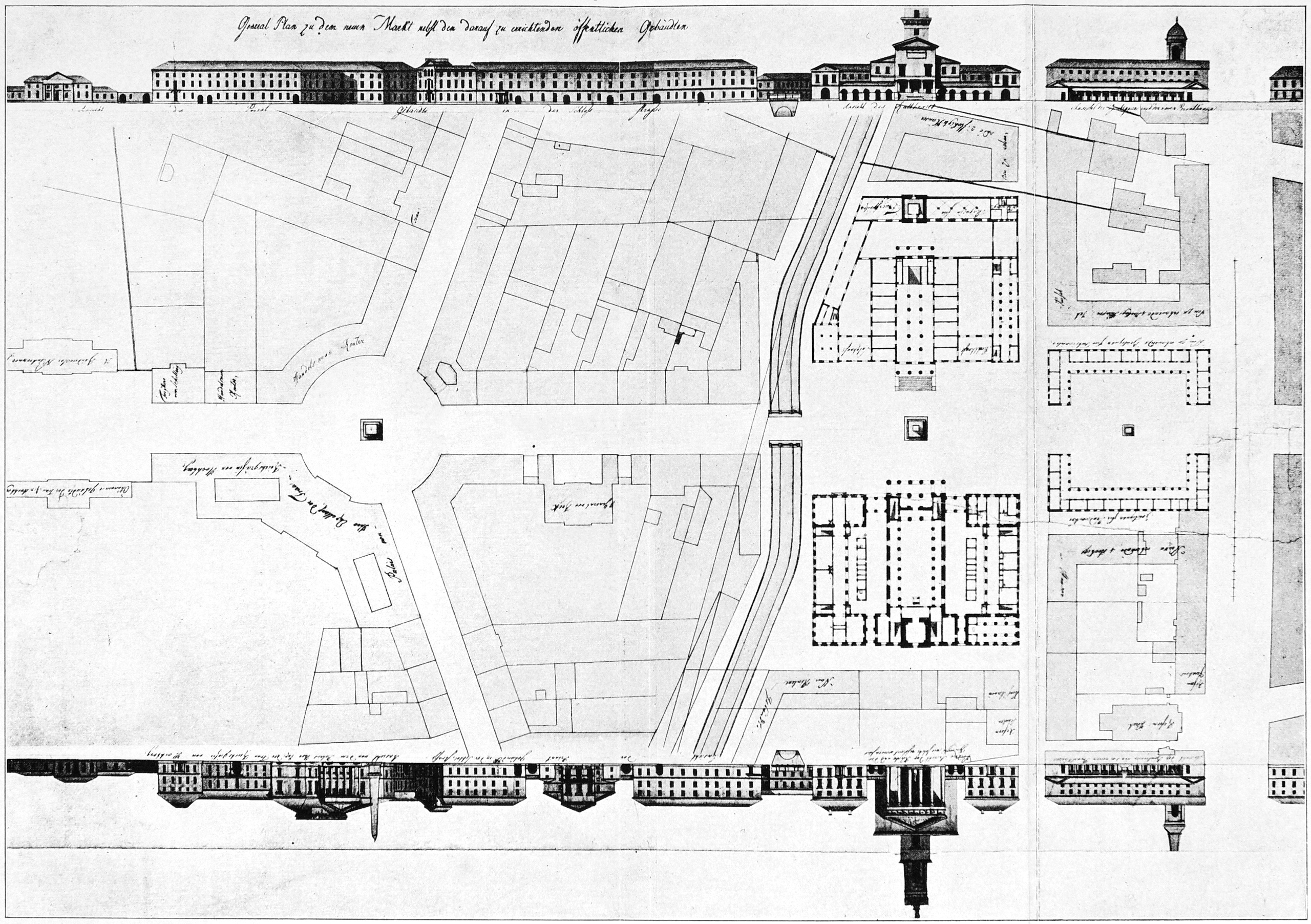
Weinbrenners Entwurf für den Marktplatz (rechts) von 1803

Der Marktplatz ist der zentrale Platz in der Karlsruher Innenstadt. Er liegt an der Kreuzung der vom Schloss nach Süden ausgehenden zentralen Achse des fächerförmigen Stadtgrundrisses mit der Hauptgeschäftsstraße Kaiserstraße. Die beherrschenden Bauten des Platzes sind die Stadtkirche und ihr gegenüber das Rathaus, wie die gesamte Platzanlage klassizistische Entwürfe von Friedrich Weinbrenner. Auf dem Platz befindet sich die Karlsruher Pyramide. Sie ist das Wahrzeichen der Stadt und das Grabmal des Stadtgründers Markgraf Karl Wilhelm von Baden-Durlach.

## Geschichte
Der Karlsruher Marktplatz wurde vom badischen Baumeister und Städtebauer des Klassizismus Friedrich Weinbrenner als bürgerliches Gegengewicht zum Adelssitz Karlsruher Schloss entworfen. Die ersten Skizzen entstanden bereits um 1800 und wurden ab 1807 umgesetzt. Mehrere Gebäude an der Südseite der Langen Straße (heutige Kaiserstraße), an der Kreuzung mit der derjenigen Straße, die vom Schlossplatz nach Süden verläuft, mussten abgerissen werden, darunter das bisherige Rathaus und die Konkordienkirche. Da sich unter letzteren eine versiegelte Krypta mit den Gebeinen Karl Wilhelms befand, entschloss sich die Stadt, diese zu erhalten und darauf ein Grabmal zu erstellen. Provisorisch wurde eine hölzerne Pyramide gebaut, welche als derart gelungen empfunden wurde, dass sie 1825 durch eine steinerne ersetzt wurde – beide wurden von Weinbrenner entworfen. Bis in die 1820er Jahre entstanden am Marktplatz nach seinem Entwurf mehrere Bauten, vor allem die Stadtkirche (1807–1816) sowie das neue Rathaus (1805–1825).

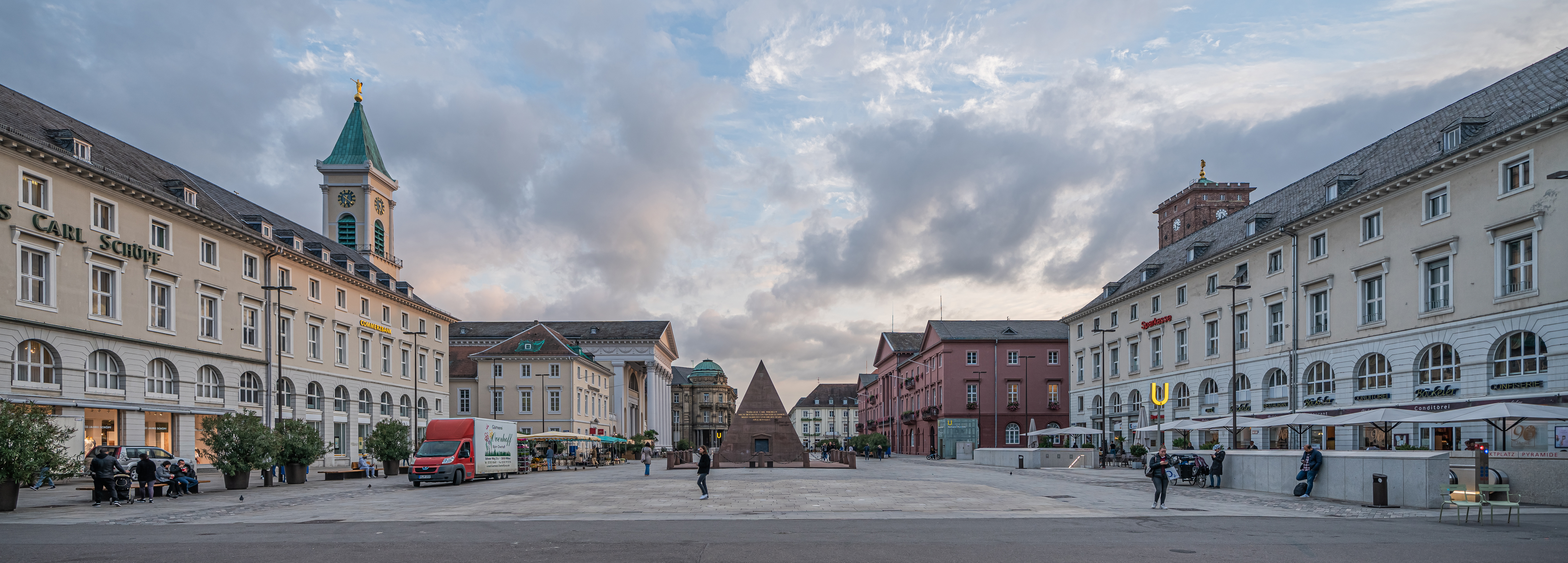
Blick nach Süden über den Marktplatz entlang der Via Triumphalis

## Gestaltung und Bauten
Der Marktplatz bildet den Höhepunkt eines durchplanten städtebaulichen Ensembles, welches als Via Triumphalis bekannt ist. Diese verläuft vom Schlossplatz über den Markt- und den Rondellplatz zum Ettlinger Tor.
Der Nordteil des Platzes, von Anfang an für den Handel bestimmt, ist breiter als der südliche und vom Osten und Westen mit einheitlich gehaltenen klassizistischen Wohn- und Geschäftsbauten umgeben. Die Nordseite, die an der Kaiserstraße liegt, wurde nach dem Zweiten Weltkrieg in veränderter Form der Nachkriegsmoderne mit einem Kolonnadengang wiederaufgebaut (1952 Hotel am Markt von W. Wede; 1952/53 Volksbank von Erich Schelling, 2010 abgerissen und anschließend mit dem Kaiserkarree von Lederer+Ragnarsdóttir+Oei ersetzt). Der südliche Teil ist repräsentativer gestaltet. Seine Westseite bildet das Rathaus mit einem als Portikus ausgestellten Risalit. An der Ostseite steht sein Gegenstück – die Stadtkirche (jetzt die Bischofskirche der vereinigten Evangelischen Landeskirche) mit korinthischem Portikus in Kolossalordnung, die Seitenflügel der Kirche waren als Gymnasium (links) und Lyceum (rechts) erbaut. Im Nordteil bildet die Pyramide die Mitte, im Südteil der Großherzog-Ludwig-Brunnen mit dem Standbild des Großherzogs. Die Südseite des Platzes begrenzen das jetzige Polizeirevier, mit dem Josef Durm 1900 die Neorenaissance in das klassizistische Bild einbrachte, und das Hotel Kaiserhof.

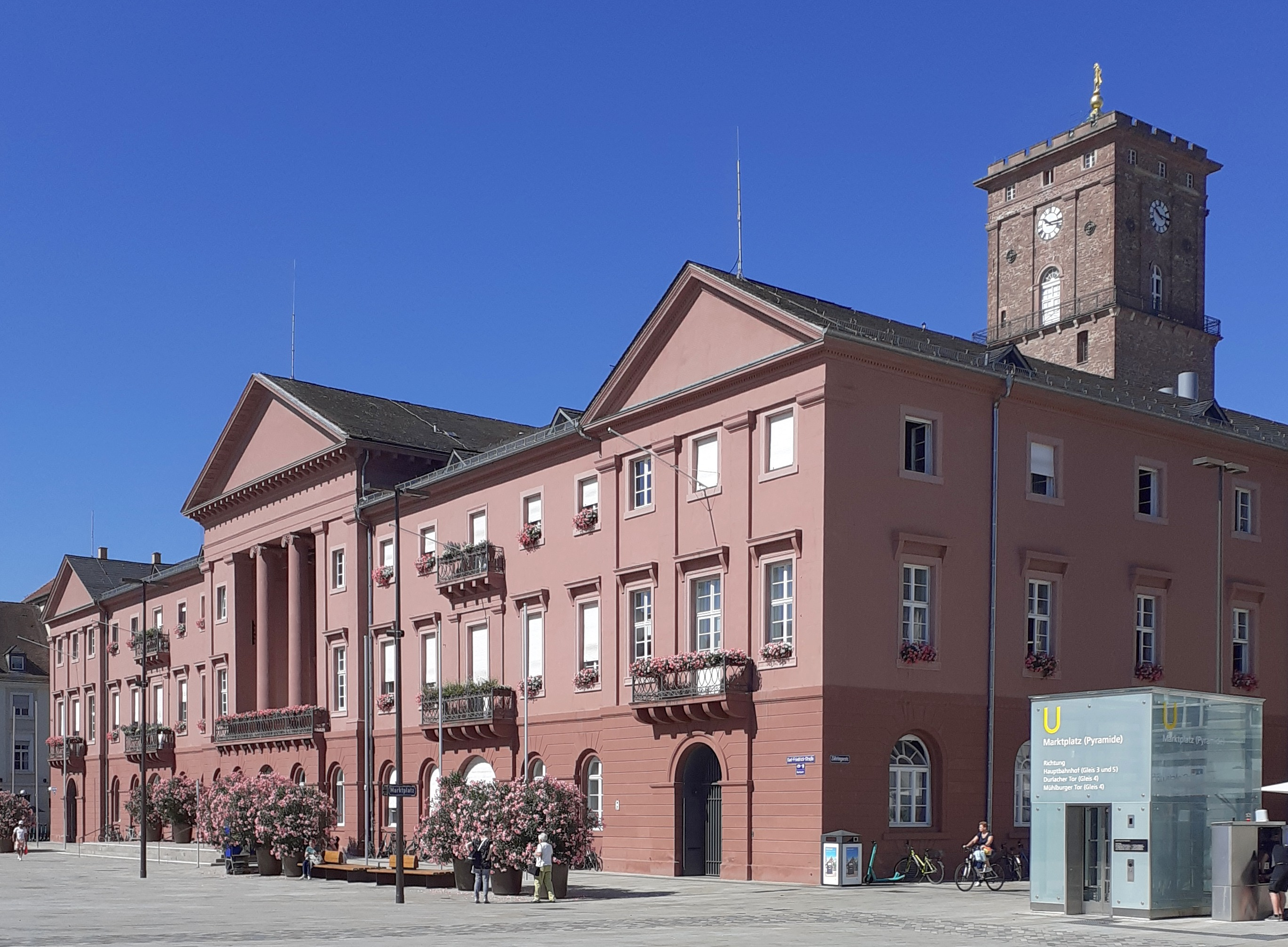
Rathaus
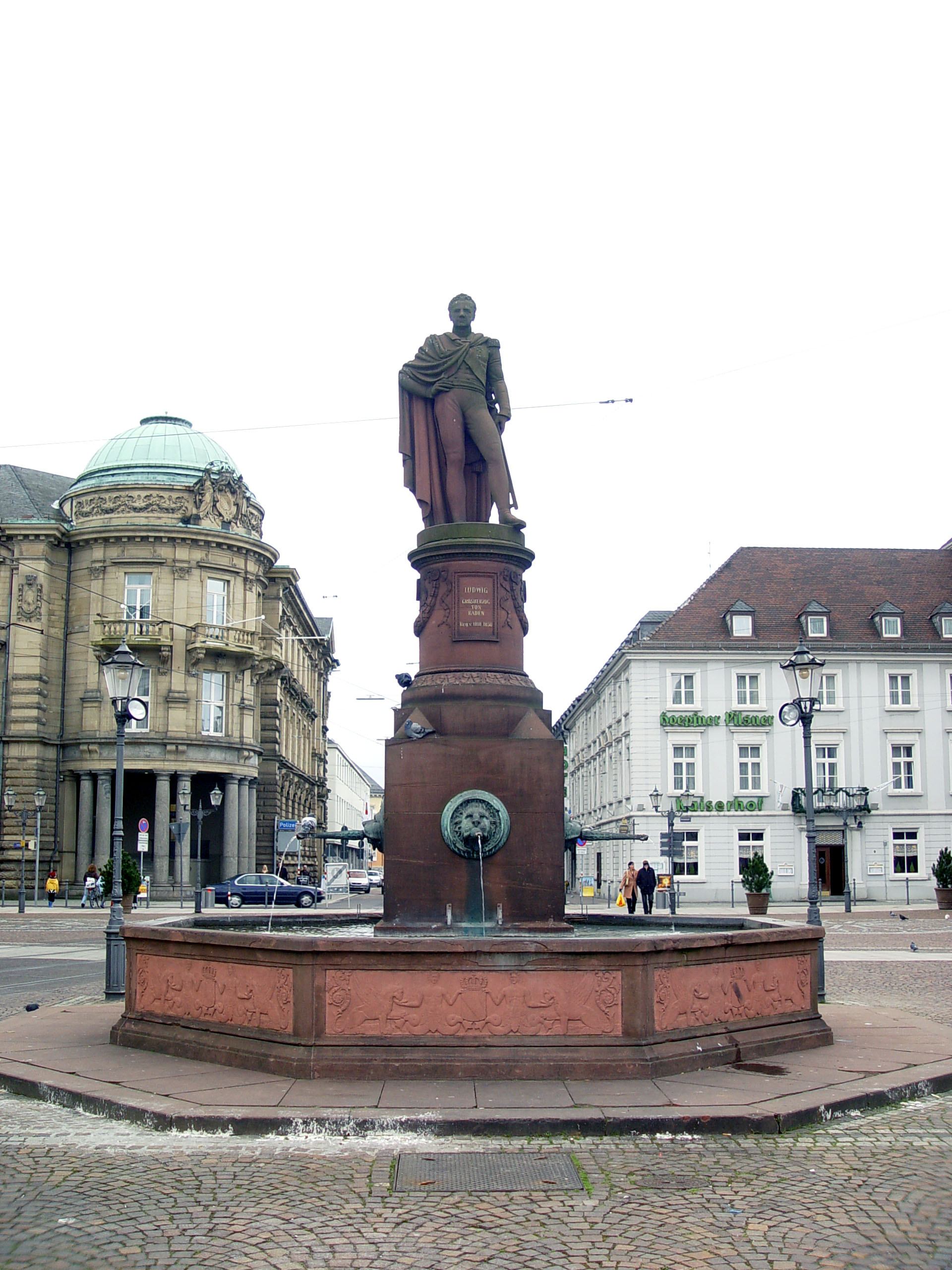
Großherzog-Ludwig- Brunnen, Polizeirevier und Hotel Kaiserhof
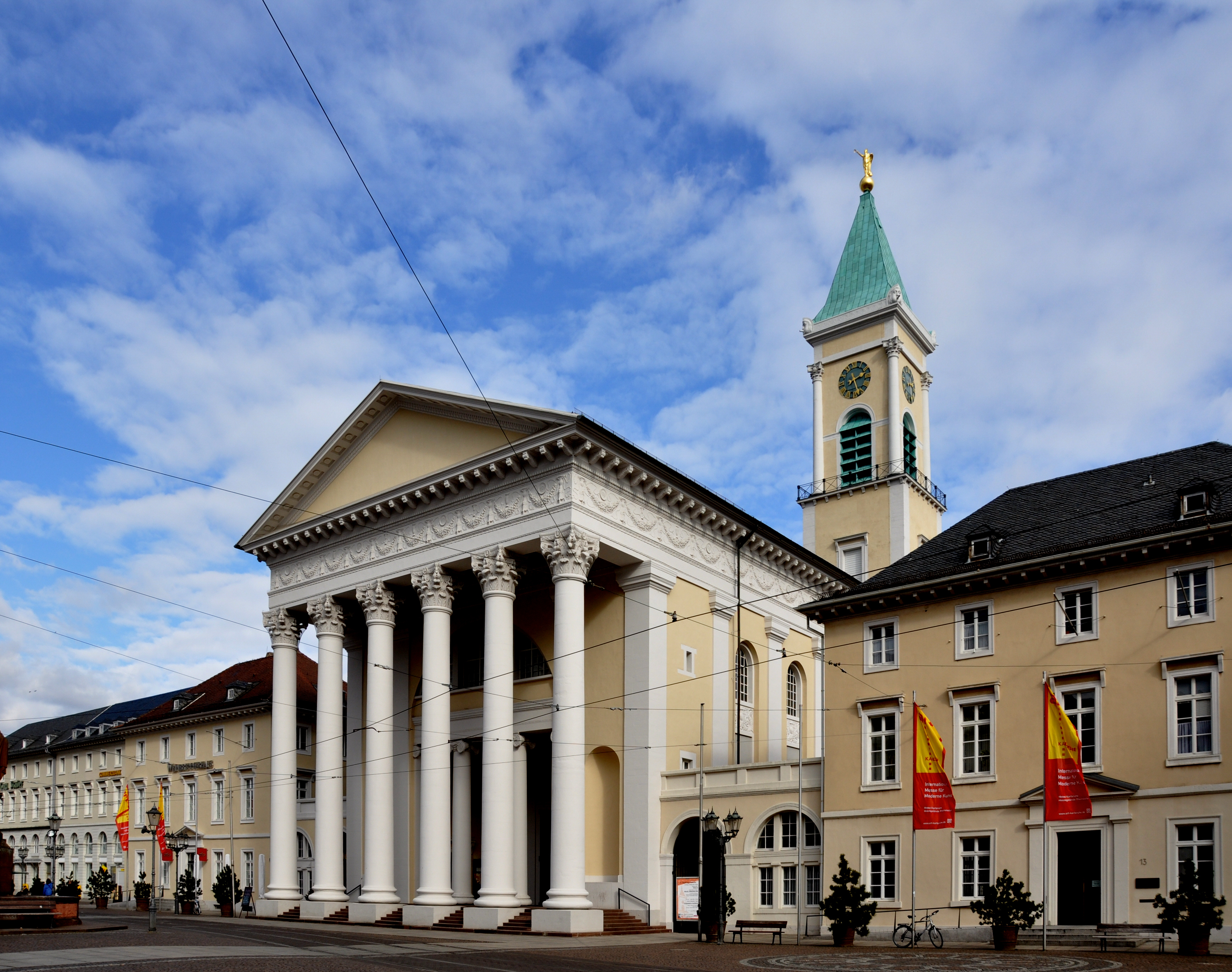
Stadtkirche
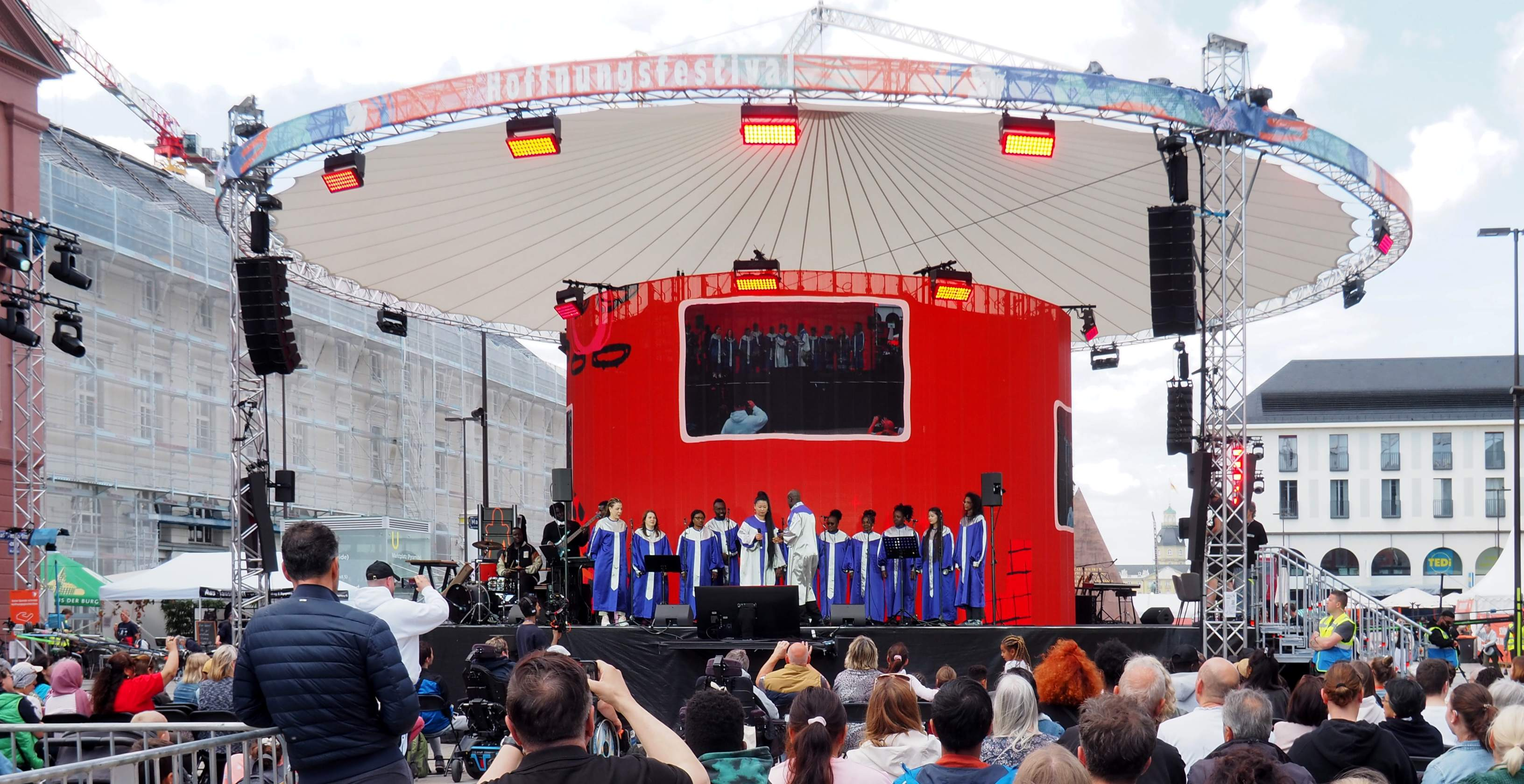
Hoffnungsfestival, Großveranstaltung von ProChrist auf dem Marktplatz 2025

## U-Bahnhof

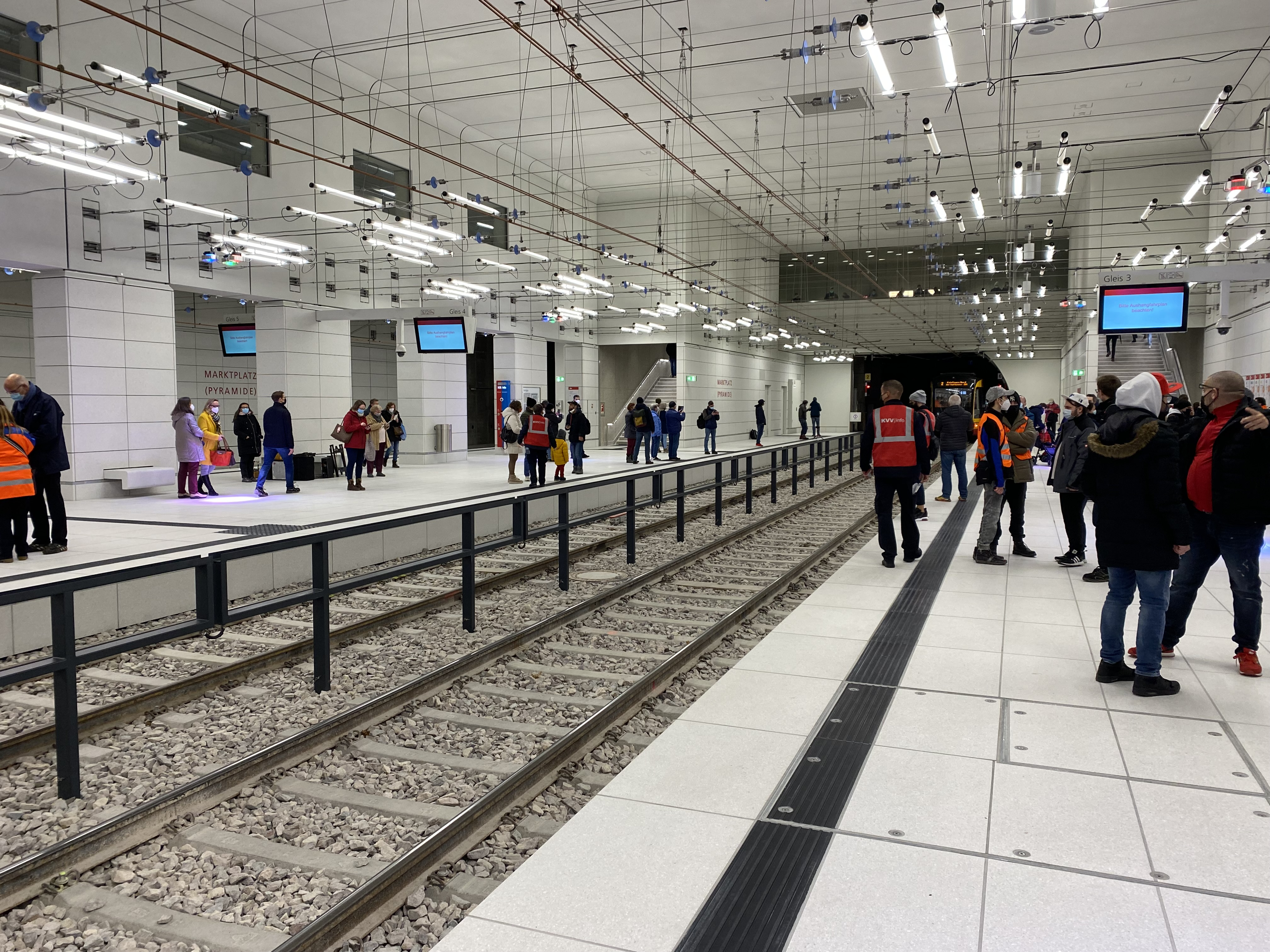
U-Bahnhof Marktplatz, Gleis 3–4 (hinten links Gleis 5)

Der U-Bahnhof Marktplatz ist ein zentraler Knotenpunkt der Stadt- und Straßenbahn Karlsruhe mit fünf Gleisen. Der unterirdische Bahnhof wurde im Rahmen der Kombilösung zwischen 2012 und 2021 erbaut und im Dezember 2021 zusammen mit dem Stadtbahntunnel eröffnet. Er ersetzte die bisherige oberirdische Straßenbahn-Haltestelle. Auf den beiden Teil-Stationen Kaiserstraße (Gleis 1–2) und Pyramide (Gleis 3–5) halten zwei Straßenbahnlinien und alle Stadtbahnlinien.
| Marktplatz (Kaiserstraße U) | Marktplatz (Pyramide U)     |
| --------------------------- | --------------------------- |
| 1 S 1 S 11 S 2 S 5 S 51     | 2 S 1 S 11 S 4 S 52 S 7 S 8 |